# Úrsula Pueyo
Úrsula Pueyo Marimón (Palma de Mallorca, España; 21 de diciembre de 1983) es una deportista española que compitió en esquí alpino adaptado, clasificada como LW2. A los quince años sufrió la amputación de su pierna derecha como consecuencia de un accidente de tráfico. En la I Copa Paralímpica del Mundo de Invierno, celebrada en Solleftea (Suecia) en febrero de 2009, consiguió tres platas y un bronce. Representó a España en los Juegos Paralímpicos de Vancouver 2010, siendo la única deportista del equipo con discapacidad física que no compitió en la clase para deficientes visuales.